# Liliane Vaginay
Liliane Vaginay, née le 18 août 1941 à Thizy (Rhône), est une femme politique française. 
Lors des élections législatives de juin 2002, elle est élue suppléante de Pascal Clément. Ce dernier ayant été nommé au gouvernement le 2 juin 2005, elle devient députée de la Loire le 3 juillet suivant jusqu'à la fin de la législature en 2007. 
Maire de Sevelinges de 1987 à 2008, elle est membre de l'UMP.
Le 14 septembre 2012, Mme Vaginay fut décorée de la Légion d'honneur au grade de chevalier.

## Détail des fonctions et des mandats
Mandats locaux
- 17 mars 1977 - 12 mars 1983 : Conseillère municipale de Sevelinges
- 13 mars 1983 - 16 juin 1987 : Maire-adjointe de Sevelinges
- 17 juin 1987 - 19 mars 1989 : Maire de Sevelinges
- 20 mars 1989 - 18 juin 1995 : Maire de Sevelinges
- 19 juin 1995 - 18 mars 2001 : Maire de Sevelinges
- 19 mars 2001 - 16 mars 2008 : Maire de Sevelinges
- 19 mars 2001 - 16 mars 2008 : Présidente de la Communauté de communes du Canton de Belmont-de-la-Loire

Mandat parlementaire
- 3 juillet 2005 - 19 juin 2007 : Députée de la 6e circonscription de la Loire